# 吳炫輝
吳炫輝（Ng Yuen-Fai，1974年—），綽號「高輝」，香港視覺特效師和導演，擔任多部電影視覺特效製作指導及數碼視覺特效製作，2006年憑《鬼域》在第26屆香港電影金像獎首度奪得最佳視覺效果，2008年《投名狀》一片分別奪得第27屆香港電影金像獎、第45屆金馬獎和第2屆亞洲電影大獎的最佳視覺效果。2017年首次執導科幻動作電影《明日戰記》。

## 經歷
中学五年级毕业後，他入大一藝術設計學院讀設計，畢業後在一間小規模的音樂雜誌任美術設計，1996年辭掉美術設計開始加入電腦視覺特技行業，便到一間小型的動畫公司做實習生，後經朋友介紹到朱家欣（朱家鼎的哥哥）開設的製作公司先濤數碼做電腦特技，初時主要負責廣告工作，做了1年，有機會接觸電影，第一部是《中華英雄》。2001年到泰國廣告公司任廣告設計，從事電腦後期創作總監三年。在2004年返港後以電腦特技顧問身份，接了《大城小事》電影，只參與拍攝，2005年和另一位視覺特效師鄒志盛創辦FATface Production（發輝製作室），為電影及廣告做電腦特技，為求做好質素，他在同一時期只會接1部電影。
3次獲得香港電影金像獎「最佳視覺效果」（《風雲II》、《投名狀》、《鬼域》），憑《投名狀》獲金馬獎、亞洲電影大獎頒發「最佳視覺效果」大獎。
2017年首次執導電影《明日戰記》，題材是科幻動作，他強調其實香港的技術一直都在，只是向來欠缺充裕的資金和時間，令水準未能發揮。電影籌備3年，製作成本達4.5億港元，該片2022年8月25日上映。
2018年宣佈與新晉導演黎震龍聯合導演電影《尋秦記》，2019年開拍。
2021年與業內人士成立香港電影視覺特效協會，和余國亮一起成為創會會長。

## 作品
| 年份 | 名稱     | 職務 | 職務 | 職務 | 備註         |
| 年份 | 名稱     | 導演 | 編劇 | 監製 | 備註         |
| ---- | -------- | ---- | ---- | ---- | ------------ |
| 2022 | 明日戰記 | 是   | 否   | 否   | 導演首作     |
| 未定 | 尋秦記   | 是   | 否   | 否   | 與黎震龍合導 |

## 視覺特效
- 鬼域（2006）
- 妄想（2006）
- 投名狀（2007）
- 畫皮（2008）
- 十月圍城（2009）
- 風雲II（2009）
- 維多利亞壹號（2010）
- 太極1從零開始（2012）
- 太極2英雄崛起（2012）
- 掃毒（2013）

## 外部連結
- 吳炫輝在香港影庫上的簡介
- 吳炫輝在豆瓣上的资料（简体中文）
- 吳炫輝在时光网上的簡介（简体中文）
- 吳炫輝在互联网电影资料库（IMDb）上的資料（英文）